# Fußball-Ozeanienmeisterschaft der Frauen 2007
Die Fußball-Ozeanienmeisterschaft der Frauen 2007 (englisch OFC Women's Nations Cup) war die achte Ausspielung einer ozeanischen Kontinentalmeisterschaft im Frauenfußball und fand in der Zeit vom 9. bis 13. April 2007 im Sir Ignatius Kilage Stadium in Lae zum zweiten Mal in Papua-Neuguinea statt. Neben Gastgeber Papua-Neuguinea nahmen mit Neuseeland, den Salomonen und Debütant Tonga nur vier Mannschaften am Turnier teil, nachdem im Vorfeld bereits die Cookinseln, Fidschi, Neukaledonien, Samoa, Tahiti und Vanuatu abgesagt hatten. Das Turnier galt gleichzeitig als Qualifikation der Ozeanienzone für die Fußball-Weltmeisterschaft der Frauen 2007. Gespielt wurde in einer einfachen Runde Jeder gegen Jeden.
Neuseeland wurde Gruppensieger und zum dritten Mal Ozeanienmeister im Frauenfußball und qualifizierte sich damit als Vertreter Ozeaniens für die Fußball-Weltmeisterschaft der Frauen 2007 in China.

## Turnier
| Pl. | Land            | Sp. | S | U | N | Tore    | Diff. | Punkte |
| --- | --------------- | --- | - | - | - | ------- | ----- | ------ |
| 1.  | Neuseeland      | 3   | 3 | 0 | 0 | 021:100 | +20   | 09     |
| 2.  | Papua-Neuguinea | 3   | 2 | 0 | 1 | 007:800 | −1    | 06     |
| 3.  | Tonga           | 3   | 0 | 1 | 2 | 001:700 | −6    | 01     |
| 4.  | Salomonen       | 3   | 0 | 1 | 2 | 001:140 | −13   | 01     |

|                 |   |            |           |
| 9. April 2007   |   |            |           |
| Neuseeland      | – | Tonga      | 6:1 (3:0) |
| Papua-Neuguinea | – | Salomonen  | 6:1 (3:1) |
| 11. April 2007  |   |            |           |
| Neuseeland      | – | Salomonen  | 8:0 (5:0) |
| Papua-Neuguinea | – | Tonga      | 1:0 (0:0) |
| 13. April 2007  |   |            |           |
| Papua-Neuguinea | – | Neuseeland | 0:7 (0:3) |
| Tonga           | – | Salomonen  | 0:0       |

## Schiedsrichter
Hauptschiedsrichter
- Amelia Morris
- Job Minan Ponis
- Lencie Fred

Schiedsrichterassistenten
- Rohitesh Dayal
- Joakim Salaiau Sosongan
- Hilary Ani
- Jackson Namo
- Neil Polosso
- Hamilton Siau

## Beste Torschützinnen
| Rang | Spielerin         | Tore |
| ---- | ----------------- | ---- |
| 1    | Kirsty Yallop     | 4    |
|      | Nicola Smith      | 4    |
| 3    | Deslyn Sinius     | 3    |
| 4    | Simone Ferrera    | 2    |
|      | Wendi Henderson   | 2    |
|      | Zoe Thompson      | 2    |
|      | Jacqueline Chalau | 2    |
|      | Ria Percival      | 2    |

Weitere 7 Spielerinnen mit einem Tor. Hinzu kamen zwei Eigentore.